# Hejtman Pražského hradu

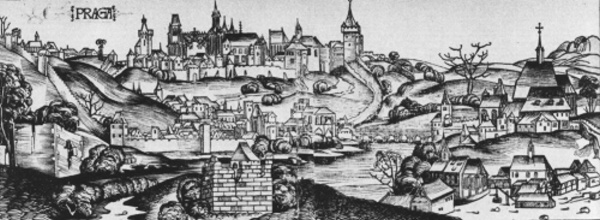
Pražský hrad na vedutě z roku 1493

Hejtman Pražského hradu (německy Hauptmann der Prager Burg) byl vysoce postaveným úředníkem zodpovědným za bezpečí v areálu Pražského hradu, měl také na starost osobní bezpečnost krále (císaře).
Nejznámějším hejtmanem byl katolík Diviš Czernin z Chudenic (1565 – 21. června 1621 Praha), který byl jedním z popravených na Staroměstském náměstí v roce 1621, protože uposlechl rozkazu nejvyššího purkrabího Adama II. ze Šternberka († 10. dubna 1623) a v den defenestrace vpustil vzbouřence do Pražského hradu.

## Seznam hejtmanů Pražského hradu
- 1486–1497 Bohuslav Oujezdecký z Újezdce[2]
- 1499–1516 Záviš Sulek z Hrádku[2]
- 1519–1534 Delfín Haugwitz z Haugwitz
- 1534–1538 Jiří z Gerštorfu na Žirči
- 1539–1541 Jiří Wachtl z Pantenova na Lyském hradě
- 1543–1547 Volf z Vřesovic na Teplicích
- 1548–1560 Oldřich Dubanský z Duban
- 1560–1565 Mikuláš Žďárský ze Žďáru na Všechlapích
- 1565–1575 (15. 10.) Mikuláš Miřkovský z Tropčic († 15. 10. 1575)
- 1576–1599 Humprecht Czernin z Chudenic (1525–1601)
- 1599–1603 Šťastný Mošovský z Moravčína
- 1606 Jan Štěpán z Denína († 1606)
- 1607–1611 Jindřich Šanovec z Šanova
- 1614–1619 Diviš Czernin z Chudenic na Nedrahovicích (1565 – 21. 6. 1621 Praha, popraven)
- 1621 (20. 2.) Petr Jiří Příchovský z Příchovic
- 1625 (16. 5.) Humprecht III. Czernin z Chudenic
- 1626 (10. 6.) Oldřich Beřkovský z Šebířova
- 1631 (3. 5.) Jan Karel Příchovský z Příchovic
- 1640 (20. 7.) Jiří Kotvic z Kotvic
- 1641 (2. 10.) Albrecht Beneda z Nečtin
- 1650 (5. 9.) Rudolf Tycho Tengnagl z Kampu
- 1672 (25. 4.) Jan Petr Hubrich z Hennersdorfu |
- 1683 (4. 1.) Albrecht Václav Hložek ze Žampachu
- 1693 (4. 7.) Michal František z Věžník
- 1700 (26. 2.) Kryštof Karel Bukovský z Hustiřan
- 1705 (6. 7.) – 1721 (20. 2.) Albrecht Karel Straka z Nedabylic († 20. 2. 1721)
- 1721 (29. 3.) Jan Hynek z Videršperka
- 1727–1728 (5. 4.) Jan Václav Vančura z Řehnic († 5. 4. 1728)
- 1729 Václav Zikmund Karel ze Svárova
- 1739 František Václav Markvart z Hrádku